# Heinrich Kayser
Heinrich Gustav Johannes Kayser, född 16 mars 1853 i Bingen, Rheinland-Pfalz, död 14 oktober 1940 i Bonn, var en tysk fysiker. Han var bror till Emanuel Kayser. 
Kayser blev 1885 professor vid tekniska högskolan i Hannover och var 1894–1920 professor vid Bonns universitet. Han ägnade sig huvudsakligen åt studiet av spektra och författade bland annat Handbuch der Spektroskopie (tillsammans med Carl Runge, åtta band, 1900–1924).

## Eftermäle
Asteroiden 10509 Heinrichkayser är uppkallad efter honom.